# Kalendářní cykly
Kalendářní cykly jsou periodicky se opakující období vypočtená na základě astronomických pozorování a sloužící pro vytváření různých kalendářů. 
Střídání dne a noci, měsíčních fází nebo ročních období probíhá každé s jinou peridou a časově se vůči sobě posouvají. Kalendářní cykly jsou různá období, po kterých dojde s větší či menší nepřesností k souběhu těchto astronomických cyklů. Příkladem takového kalendářního cyklu je cyklus běžných a přestupných let, který se liší u solárních a lunisolárních kalendářů. Některé cykly jsou složené a vzikají protnutím odlišných kratších cyklů s periodou jejich nejmenšího společného násobku.

## Týdenní cyklus
Nejkratším kalendářním cyklem závislým jen na délce dne je pravidelné střídání dnů v týdnu. Nejrozšířenější je týdenní cyklus dlouhý sedm dní, který běží naprosto pravidelně bez ohledu na začátky měsíců či roků. Tato pravidelnost byla zachována i při gregoriánské reformě kalendáře, kdy bylo z kalendáře vypuštěno 10 dní, pořadí dnů v týdnu však zůstalo zachováno.

## Cyklus solárních přestupných let
V solárních kalendářích je pevná délka roku 365 dní, což je o přibližně o 1/4 dne méně než je délka tropického roku cca 365,2422 dne, který uběhne mezi dvěma jarními rovnodennostmi. Pro vyrovnání délky roku je obvykle každý čtvrtý rok přestupný s 366 dny. S cyklem přestupných let musí počítat výpočty a další cykly týkající se dat solárního kalendáře.
Přísně pravidelný čtyřletý cyklus tří běžných a jednoho přestupného roku má juliánský kalendář. Tento krátký a pravidelný cyklus má výhodu, že se s ním poměrně snadno počítá. Jeho nevýhodou je nepřesnost, která s lety narůstá a přibližně každých 128 let naroste odchylka od tropického roku o jeden den.

### Gregoriánský cyklus
Gregoriánský cyklus, kterého užívá gregoriánský kalendář, používá přesnější korekci pomocí přestupných roků, trvá 400 let a má přesně 146 097 dní, což dělá přesně 20 871 týdnů. Je to dáno tím, že některé roky (1700, 1800, 1900, 2100, 2200) na rozdíl od juliánského kalendáře nejsou přestupné a tím je pravidelnost krátkého cyklu narušena. Odchylka mezi délkou gregoriánského roku a délkou oběhové periody Země naroste za 5000 let na 1 den.

## Sluneční cyklus
Sluneční kruh (solární cyklus) je spojení týdenního cyklu a cyklu přestupných let u solárního kalendáře, ve kterém se pravidelně opakuje pořadí roků, kterým na stejné datum připadá stejný den v týdnu. K označení těchto roků se používala tzv. nedělní písmena, která abecedním pořadí odpovídají datu první neděle v novém roce. Solární cyklus tedy odpovídá cyklu, v němž se opakuje sekvence (posloupnost) nedělních písmen. 
Juliánský solární cyklus je 28letý cyklus juliánského kalendáře. Každý rok může začínat v jednom ze sedmi dnů týdne (například nedělí). Běžný rok trvá 52 týdnů a 1 den, proto se den v týdnu každý rok posune o jeden den a cyklus, kdy rok začíná stejným dnem v týdnu, by se opakoval každých 7 let. Protože je však každý čtvrtý rok juliánského kalendáře o jeden den delší přestupný rok, dochází každý čtvrtý rok k posunu o dva dny. Pořadí roků podle dne v týdnu se proto opakuje v cyklu dlouhém 28 let (7×4).
Pro gregoriánský kalendář je vlivem dlouhého cyklu přestupných let délka tohoto cyklu prodloužena na 7 × 400 = 2800 let. Z praktických důvodů se proto nadále používal sluneční cyklus 28 let doplněný korekcí obou kalendářů podle toho, do jakého staletí rok spadal.

## Měsíční cyklus
Měsíční či lunární cyklus označuje periodu, po které dochází k souběhu délek roku s fázemi Měsíce. Pro označení měnícího se stáří Měsíce v průběhu měsíčního cyklu se používají čísla zvaná epakta.

### Metonův cyklus
Metonův měsíční cyklus (neboli Enneadecaeteris = devatenáctice) je společných násobkem tropického roku a synodického měsíce. 19 slunečních roků (= 6939,602 dne) dosti přesně odpovídá 235 lunárních měsíců (= 6939,688 dne). Rozdíl činí asi 2 hodiny, což vydá na plný den (24 hodin) každých 219 roků.
Tento cyklus zavedl okolo roku 432 př. n. l. řecký astronom Metón Athénský. Je také použita v židovském kalendáři, odkud byla převzata pro výpočet data Velikonoc. Je zajímavé, že Homér v Odyseji nechává Odyssea, aby se vrátil ke své Penelopě přesně devatenáct let poté, co opustil svou rodnou Ithaku. 
V typickém lunisolárním kalendáři má rok nejčastěji 12 lunárních měsíců, ale každý 2–3 rok má jeden měsíc navíc. Tento nadpočetný měsíc se nazývá interkalární nebo embolismický (česky: hrudný) měsíc. V každé Metonově 19letém cyklu je zařazeno 7 interkalárních měsíců. V babylonském, židovském a atickém kalendáři mají 3., 6., 8., 11., 14., 17., a 19. rok Metonova cyklus po 13 měsících. Metonův cyklus zahrnuje dva méně přesné subcykly a to „osmici“ (Octaeteris) s 8 lety = 99 lunací (s odchylkou pětina dne za rok) a „jedenáctici“ s 11 lety = 136 lunací (s odchylkou sedminy dne za rok).
Metonův cyklus sám o sobě je subcyklem přesnější periody 334 let = 4131 lunací s odchylkou 1/11598 dne za rok. Meton aproximoval svůj cyklus v celkové délce 6940 dnů 125 dlouhými měsíci (po 30 dnech) a 110 krátkými měsíci (po 29 dnech).

### Kallippův cyklus
Kallippův cyklus je čtyřnásobkem Metonova cyklu (4 × 19 = 76 let) minus jeden den. Trvá 27 759 dní a 940 lunací a rozdíl mezi 76 ročním oběhy Slunce a 940 lunacemi vydá na plný den jednou za 553 let. Kallippův cyklus začal letním slunovratem roku 330 př. n. l. a byl užit například v Ptolemaiově Almagestu, kde jsou Timocharisova pozorování přiřazena 47. roku Kallippova cyklu (283 př. n. l.) na základě toho, že osmého Anthesterionu byly Plejády zakryty Měsícem.
Kallippův kalendář původně užíval jména měsíců z athénského kalendáře, ale pozdější astronomové jako Hipparchos dávali přednost jiným kalendářům včetně kalendáře egyptského. Ptolemaiův Almagest poskytuje některé přepočty mezi Kallipovým a egyptským kalendářem – například, že 8. anthesterion 47. roku Kallippova cyklu je ekvivalentní 29. athyru 465. roku od nastolení Nabonassara králem Asýrie (26. února 747 př. n. l..)

### Hipparchův cyklus
Hipparchos objevil kolem r. 125 př. n. l. potřebu další opravy kalendáře. Zjistil, že rovnodennost se oproti Kallipovu cyklu posouvá o půl dne za 150 let. Navrhl tedy cyklus, který je o den kratší než čtyřnásobek cyklu Kallipova, takže trvá 304 (76 × 4) let = 3760 (940 × 4) lunací = 111 035 dnům. Hipparchovy opravy nebylo nikdy využito – zřejmě proto, že Řecko se v roce 146 př. n. l. dostalo pod nadvládu Říma, a Římané neměli pro matematiku příliš pochopení.

## Další cykly

### Novojuliánský (Milankovičův) cyklus
Novojuliánský (Milankovičův) cyklus přestupnosti (vkládání dne 29. února) v ročnících končících na dvě nuly trvá 900 let. Byl navržen v roce 1923 profesorem bělehradské univerzity Milutinem Milankovičem. 
Zatímco v gregoriánském kalendáři se z jinak nepřestupných roků se dvěma nulami na konci stává přestupným každý čtvrtý po třech nepřestupných, v novojuliánském se stanou přestupnými vždy střídavě čtvrtý (po 3 nepřestupných) a pak pátý (po 4 nepřestupných). Dva přestupné roky se dvěma nulami se tak opakují v cyklu 900 let , ostatních 7 těchto roků jsou nepřestupné a v gregoriánském jsou dva přestupné roky se dvěma nulami v cyklu 800 let (a zbylých 6 roků je nepřestupných). Vyznačíme-li nepřestupné netučně a přestupné tučně,  jsou nepřestupnými / přestupnými roky podle periody
- gregoriánské: 1600, 1700, 1800, 1900, 2000, 2100, 2200, 2300, 2400, 2500, 2600, 2700, 2800, 2900, 3000, 3100, 3200, 3300, 3400,
- novojuliánské 1600, 1700, 1800, 1900, 2000, 2100, 2200, 2300, 2400, 2500, 2600, 2700, 2800, 2900, 3000, 3100, 3200, 3300, 3400.

Novojuliánská perioda (2 přestupné roky století z 9) vystihuje dobu oběhu Země kolem Slunce (délku slunečního roku) s chybou 1 celého dne za 43 500 let (zatímco gregoriánský cyklus má chybu 1 celý den již za 5000 let). Do roku 2399 má ovšem lidstvo dost času na rozhodnutí, zda převede gregoriánský kalendář na kalendář novojuliánský (rozdíl mezi oběma nastává až k únoru 2400).

### Sóthidská perioda (Veliký rok)
Sóthidská perioda (Veliký rok) trvá 4 × 365 = 1460 let. Je to doba, za kterou se datum podle egyptského kalendáře (s neměnnou délkou roku 365 dní) vrátí do stejného dne z hlediska ročního období. Za tu dobu uplynulo 1461 egyptských roků (= 1460 roků juliánských).

### Scaligerova juliánská perioda
V roce 1583 vydal francouzský učenec Joseph Scaliger učené pojednání s názvem „Nové dílo o zdokonalení letopočtu“, ve kterém navrhoval uvádět místo dat a roků pořadí dnů v tzv. dnech juliánské periody, přičemž počátek této periody stanovli na 1. leden roku 4713 př. n. l. Jedna Scaligerova perioda trvá 7980 let, což je součin 28letého slunečního kruhu (období potřebné k tomu, aby se pořadí dnů v měsíci vrátilo ke stejnému pořadí dnů v týdnu), 19letého (Metonova) měsíčního kruhu a 15leté indikce (bylo v Římské říši období, po jehož uplynutí se vybírala mimořádná daň a byla znovu vyměřena pravidelná daň. (28 × 19 × 15 = 7980).- 
Datum libovolného kalendáře lze přepočítat na dny této juliánské periody – označované jako juliánské dny – J. D. Židovský letopočet začíná podle našeho kalendáře 7. října 3761 př. n. l., což je 347998. den juliánské periody a značíme jako 347 998 J.D.
Podobně počátek křesťanské éry (1. ledna roku 1) se podle Scaligera zapíše jako 1 721 058 J. D. Scaligerovy juliánské dny si oblíbili zejména astronomové.